# Diasemopsis nebulosa
Diasemopsis nebulosa är en tvåvingeart som beskrevs av Curan 1931. Diasemopsis nebulosa ingår i släktet Diasemopsis och familjen Diopsidae. Inga underarter finns listade i Catalogue of Life.